# Mentone, Alabama
Mentone là một thị trấn thuộc quận DeKalb, tiểu bang Alabama, Hoa Kỳ. Dân số năm 2009 là 485 người, mật độ đạt 40 người/km².